# 中华口腔医学会
中华口腔医学会是中华人民共和国口腔医学科技工作者组成的群众性学术团体，是中国科学技术协会主管的社会团体，1996年成立。学会是世界牙科联盟（FDI）、国际牙科研究会（IADR）、国际牙医师学院（ICD）的团体会员。中华口腔医学会被指只要機構願意花钱就能成為該團體會員。